# عبد الهادي زقلام
عبد الهادي زقلام أو هويدي (18 يونيو 1991) هو لاعب كرة قدم ليبي، يلعب مع نادي الهلال.

## روابط خارجية
- عبد الهادي زقلام على موقع GSA (الإنجليزية)